# Weiach
Weiach (toponimo tedesco) è un comune svizzero di 1 483 abitanti del Canton Zurigo, nel distretto di Dielsdorf.

## Storia
Nei pressi di Weiach avvenne l'incidente del volo Alitalia 404, il 14 novembre 1990, in cui morirono 46 persone.

## Monumenti e luoghi d'interesse

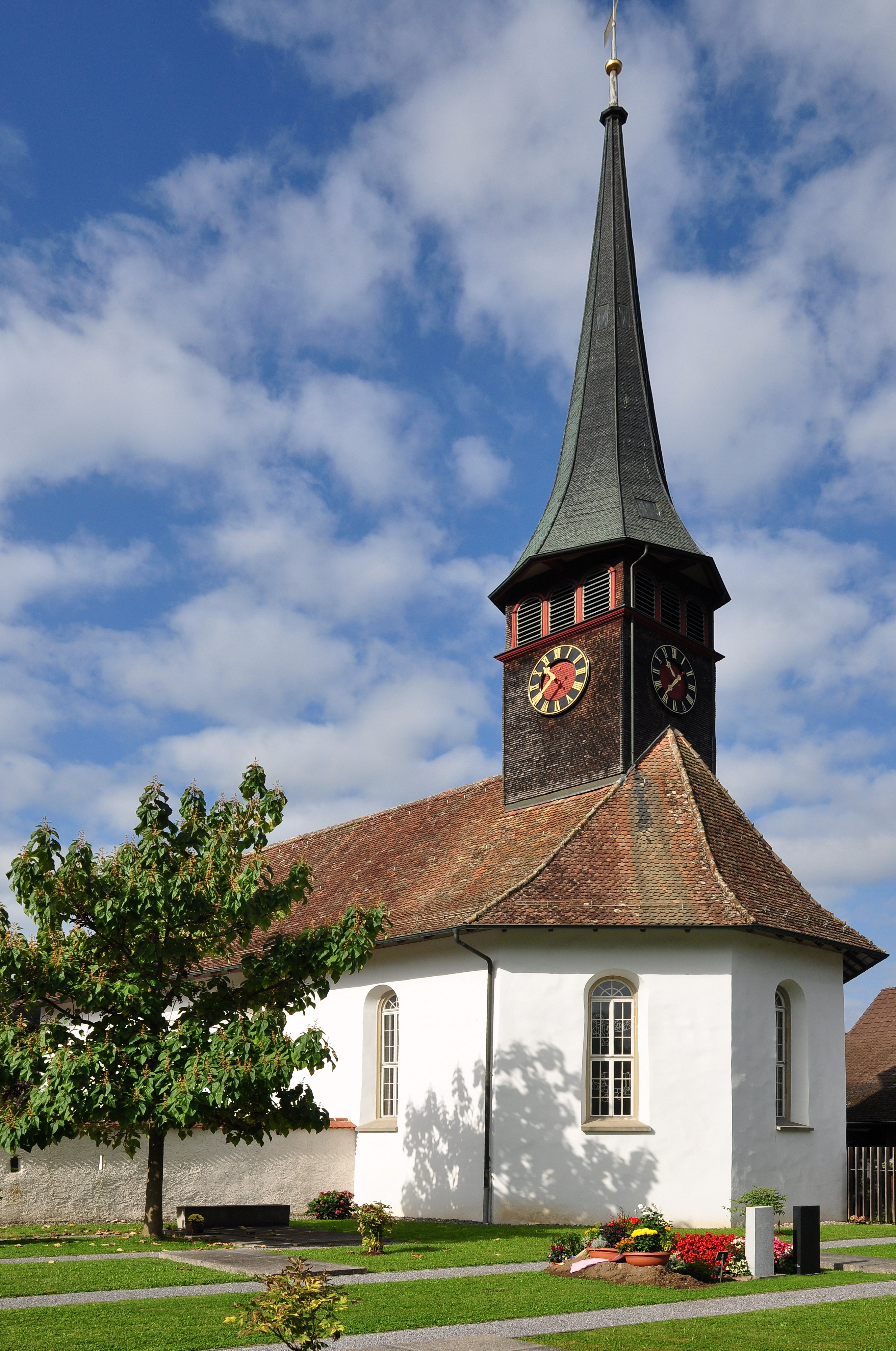
La chiesa riformata

- Chiesa riformata, ricostruita nel 1706[1].

## Società

### Evoluzione demografica
L'evoluzione demografica è riportata nella seguente tabella:
Abitanti censiti

## Infrastrutture e trasporti

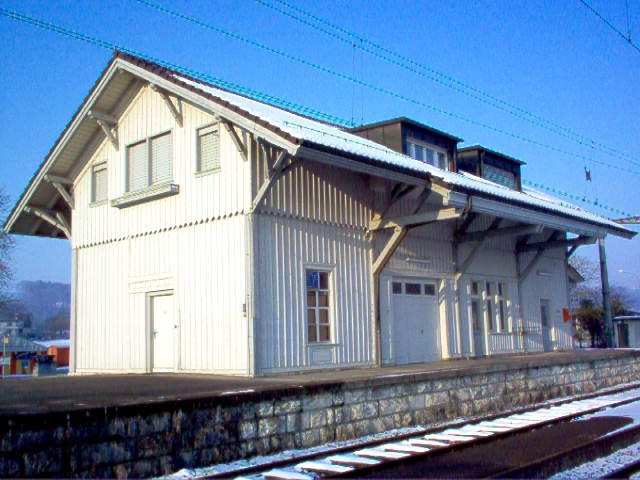
La stazione di Weiach-Kaiserstuhl

Weiach è servito dalla stazione di Weiach-Kaiserstuhl sulla ferrovia Winterthur-Koblenz.

## Amministrazione
Ogni famiglia originaria del luogo fa parte del cosiddetto comune patriziale e ha la responsabilità della manutenzione di ogni bene ricadente all'interno dei confini del comune.